# Calypso (thần thoại)
Calypso (/kəˈlɪpsoʊ/; tiếng Hy Lạp: Καλυψώ, Kalypsō, phát âm tiếng Việt như là Ca-líp-xô) là một nữ thần trong thần thoại Hy Lạp, người sống trên hòn đảo Ogygia, nơi cô bắt giữ Odysseus trong nhiều năm. Cô thường được cho là con gái của Titan Atlas. Hesiod, và Hymera Homeric đến Demeter, đề cập đến một Calypso khác hoặc có thể là Calypso giống như một trong  các cô con gái Tethys và Oceanus có tên gọi chung là Oceanid. Apollodorus xếp tên của Calypso vào danh sách các Nereid, con gái của Nereus và Doris.

## Odyssey

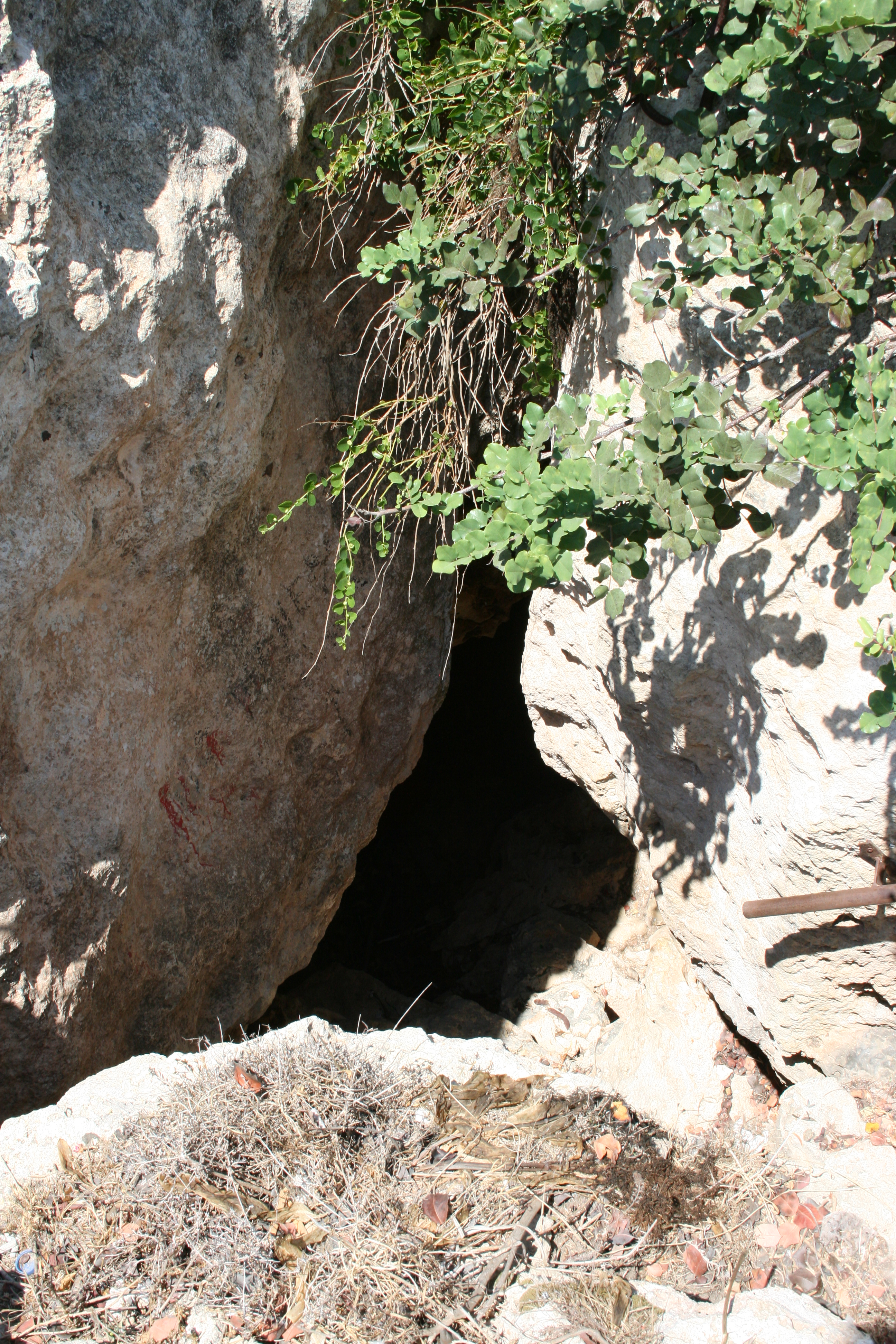
Động Kalypso Grotto ở Gozo

Calypso được nhớ nhiều nhất vì vai trò của cô trong Odyssey của Homer, trong đó cô cố gắng giữ anh hùng Hy Lạp Odysseus trên hòn đảo của mình để biến anh ta trở thành người chồng bất tử của mình. Theo Homer, Calypso giữ tù nhân Odysseus ở Ogygia trong bảy năm còn Apollodorus nói 5 năm và Hyginus nói một.. Calypso âu yếm Odysseus với giọng hát của cô khi cô di chuyển đến, dệt trên chiếc kẹp của cô bằng một chiếc tàu con thoi vàng. Trong thời gian này họ ngủ cùng nhau, mặc dù Odysseus sớm đến với mong muốn thay đổi hoàn cảnh.
Odysseus không chịu đựng việc chia cắt với vợ mình là Penelope nữa và muốn đến Calypso để nói với cô ấy. Nữ thần Athena yêu cầu Zeus thả Odysseus ra khỏi hòn đảo, và Zeus ra lệnh cho Hermes thông báo cho Calypso cho Odysseus tự do, vì số phận của anh ấy không phải là sống mãi mãi cùng cô ta. Cô ta giận dữ phàn nàn về việc các vị thần ghét các nữ thần có liên quan đến những con người, nhưng cuối cùng thừa nhận, đưa Odysseus lên đường sau khi cung cấp cho anh ta rượu, bánh mì và vật liệu cho cái bè.
Homer không đề cập đến bất kỳ đứa con nào của Calypso. Theo một số bản khác, những bản đến sau bản "Odyssey", Calypso sinh cho Odysseus một đứa con trai, Latinus, mặc dù Circe thường được coi là mẹ của Latinus. Trong các ghi chép khác, Calypso sinh ra hai đứa trẻ cho Odysseus, là Nausithous và Nausinous. Câu chuyện của Odysseus và Calypso có một số điểm tương đồng gần với sự tương tác giữa Gilgamesh và Siduri trong Epic of Gilgamesh trong đó "một cô gái đơn độc không thể an ủi được người anh hùng đi lang thang với đồ uống và gửi anh ta đến một nơi xa ngoài biển dành riêng cho một lớp học đặc biệt của những người danh dự "và" để chuẩn bị cho chuyến đi, ông ta phải cắt giảm và cắt tỉa gỗ ".

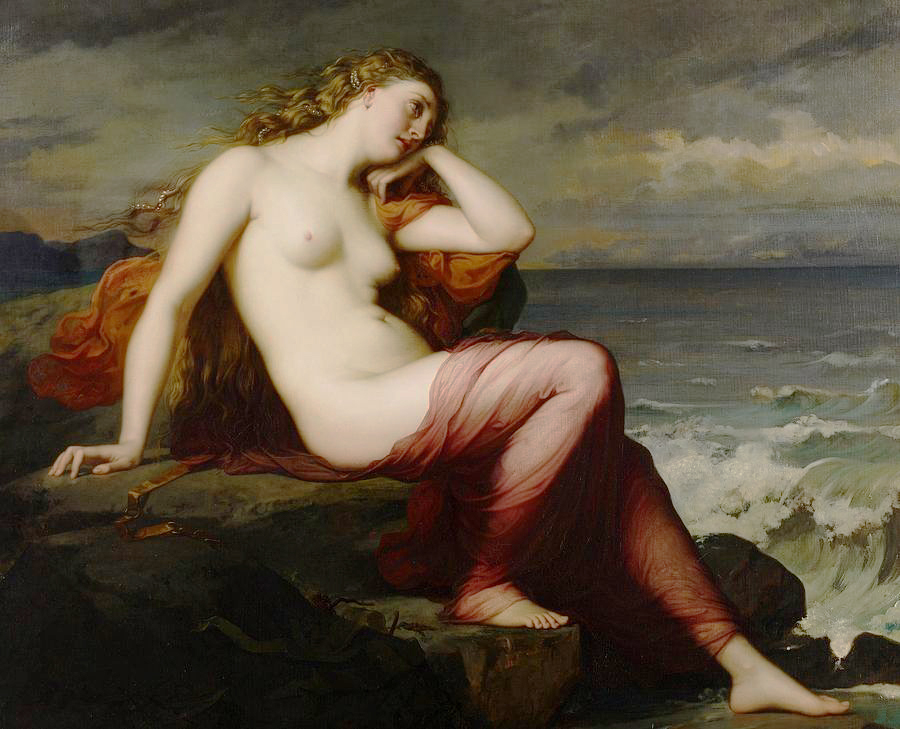
Họa phẩm Calypso bên bờ biển của Henri Lehmann năm 1869